# Eupithecia tarfata
Eupithecia tarfata är en fjärilsart som beskrevs av D.Lucas 1907. Eupithecia tarfata ingår i släktet Eupithecia och familjen mätare. Inga underarter finns listade i Catalogue of Life.